# Арсенат аммония-кальция
Арсенат аммония-кальция — неорганическое соединение,
двойной арсенат кальция и аммония с формулой CaNH4AsO4,
бесцветные кристаллы,
слабо растворяется в воде,
образует кристаллогидраты.

## Физические свойства
Арсенат аммония-кальция образует бесцветные кристаллы.
Слабо растворяется в воде.
Образует кристаллогидраты состава CaNH4AsO4•6H2O.

## Химические свойства
- Разлагается при прокаливании с образованием пироарсената кальция:

{\displaystyle {\mathsf {2CaNH_{4}AsO_{4}\ {\xrightarrow {T}}\ Ca_{2}As_{2}O_{7}+NH_{3}\uparrow +H_{2}O}}}

## Применение
- Образование нерастворимого осадка гидрата арсенат аммония-кальция используется в качественном анализе как реакция на AsO4-3-ион:

{\displaystyle {\mathsf {AsO_{4}^{-3}+NH_{3}\cdot H_{2}O+Ca^{+2}+5H_{2}O\ {\xrightarrow {}}\ CaNH_{4}AsO_{4}\cdot 6H_{2}O\downarrow }}}